# Edat del ferro al subcontinent indi
L'edat del ferro al subcontinent indi va succeir a la cultura del cementiri H, que va ser l'última fase de la Civilització de la vall de l'Indus.
Les cultures arqueològiques principals de l'Edat del Ferro a l'Índia són la de la cultura de la ceràmica grisa pintada (1100 a 350 aC) i la de la cultura de la ceràmica polida negra del nord (700 a 200 aC).
Els jaciments més antics de l'Edat del ferro al sud de l'Índia es troben a Hallur, Karnataka i Adichanallur (a la regió de Tamil Nadu), del voltant de l'any 1000 aC. Els estudis tècnics sobre materials (que han estat datats pels volts de l'any 1000 aC) a Komaranhalli (a l'Estat de Karnataka) han demostrat que els ferrers d'aquest lloc podien treballar amb artefactes grans, el que implicaria que venien experimentant des de feia moltes dècades (Agrawal et al., 1985: pàg. 228-229).
L'arqueòleg indi M. D. N. Sahi va demostrar la presència de ferro en dipòsits de l'Edat del Coure a Ahar, i va suggerir que «la data d'inici de la foneria del ferro en l'Índia podria datar-se en una època tan primerenca com el com el segle XVI aC» i «a l'Índia, la foneria de ferro era definitivament coneguda a gran escala ja en les primeres dècades del segle xiii aC»
| Regnes històrics de l'Edat del Ferro | 1200-272 aC |
| ------------------------------------ | ----------- |
| Mahajanapades                        | 700-300     |
| Imperi Magada                        | 684-424     |
| Dinastia Nanda                       | 424-321     |
| Imperi Maurya (pre Aixoka)           | 321-272     |

La major part del període vèdic (excepte la primera fase, en què va ser compost el text sànscrit  Rig Veda) queda dins d'aquesta Edat del Ferro (entre els segles XII i VI, a. aC). El desenvolupament del budisme primerenc va tenir lloc en el període Magadha (entre els segles V i IV aC).
El final de l'Edat del Ferro al nord de l'Índia pot prendre des de l'inici de la dinastia Maurya i l'aparició de l'escriptura a l'Índia (amb els edictes d'Aixoka, qui va regnar entre el 272 i el 232 aC), que marca també el començament de la  historicitat. El Sud de l'Índia entra simultàniament en la historicitat amb el període Sangam, que va començar al segle iii aC. Des del segle ii aC, el paisatge cultural del Nord de l'Índia es va transformar amb la intrusió dels indoescites i els indogrecs. Els regnes que van succeir a aquest període, fins a les invasions musulmanes en l'època medieval, s'agrupen convencionalment com a regnes mitjans de l'Índia.